# 푸른박새

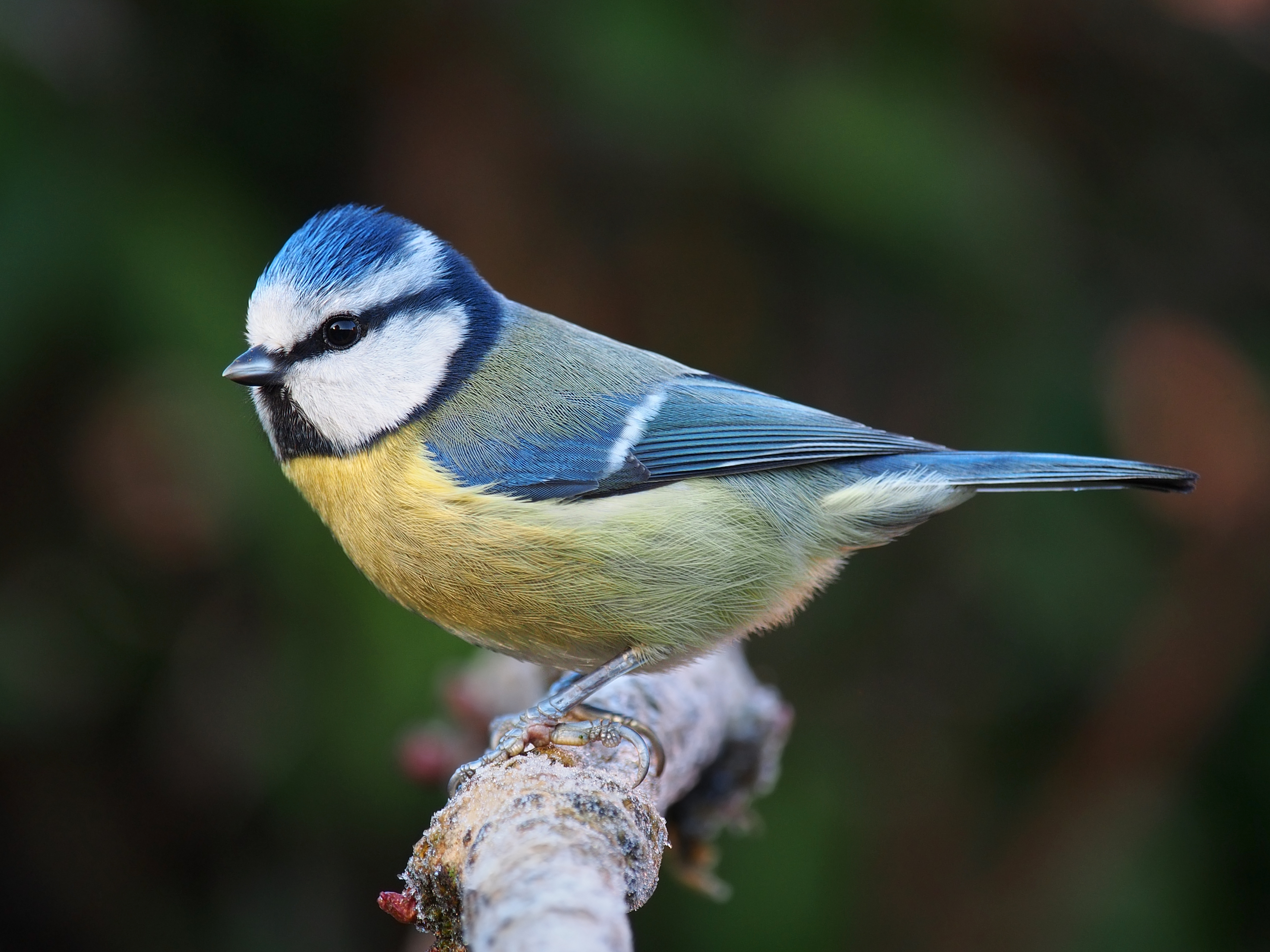
푸른박새

푸른박새(Cyanistes caeruleus, Eurasian blue tit)는 박새과에 속하는 조그마한 참새목의 새이다. 이 새는 파랗고 노란 깃털로 쉽게 인지할 수 있다.

## 아종
현재 적어도 9개의 인지가능한 아종이 있다:
- C. c. caeruleus (린네, 1758)
- C. c. obscurus (Pražák, 1894)[3]
- C. c. ogliastrae (하르테르트, 1905)
- C. c. balearicus (von Jordans, 1913)
- C. c. calamensis (패럿, 1908)
- C. c. orientalis (자룬디 & 런던, 1905)
- C. c. satunini (자룬디, 1908)
- C. c. raddei (자룬디, 1908)
- C. c. persicus (블랜포드, 1873)

## 참고 문헌
- Javier Blasco-Zumeta; Gerd-Michael Heinze (2011년 5월 9일). “393 - Blue Tit” (PDF). Laboratorio Virtual Ibercaja. 2016년 3월 14일에 원본 문서 (PDF)에서 보존된 문서. 2013년 3월 31일에 확인함.